# Cemitério Antigo de Uppsala

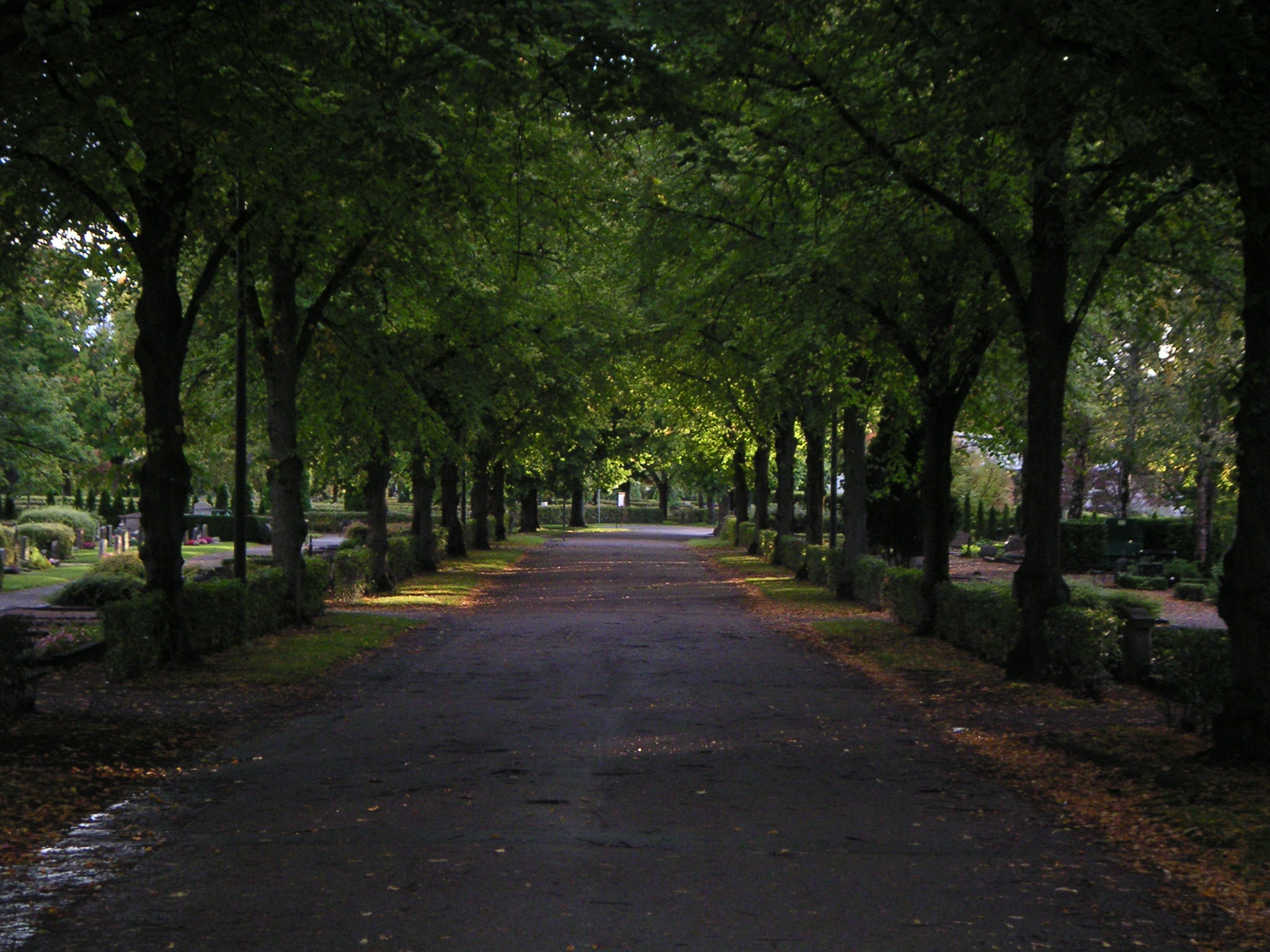
Avenida no Cemitério Antigo de Uppsala.

Ver também: Categoria:Sepultados no Cemitério Antigo de Uppsala
Cemitério Antigo de Uppsala (em sueco:  Uppsala gamla kyrkogård) é um cemitério em Uppsala, Suécia.

## Sepultamentos notáveis
Dentre as pessoas sepultadas neste cemitério constam:
- Greta Arwidsson (1906–1998)
- Lasse Eriksson (1949–2011)
- Gustaf Fröding (1860–1911)
- Dag Hammarskjöld (1905–1961)
- Salomon Eberhard Henschen (1847–1930)
- Gösta Knutsson (1908–1973)
- Lotten von Kræmer (1828–1912)
- Bruno Liljefors (1860–1939)
- Joachim Daniel Andreas Müller (1812–1857)
- Margit Sahlin (1914–2003)
- Håkan Parkman (1955–1988)
- Anders Fredrik Regnell (1807–1884)
- Einar af Wirsén (1875–1946)

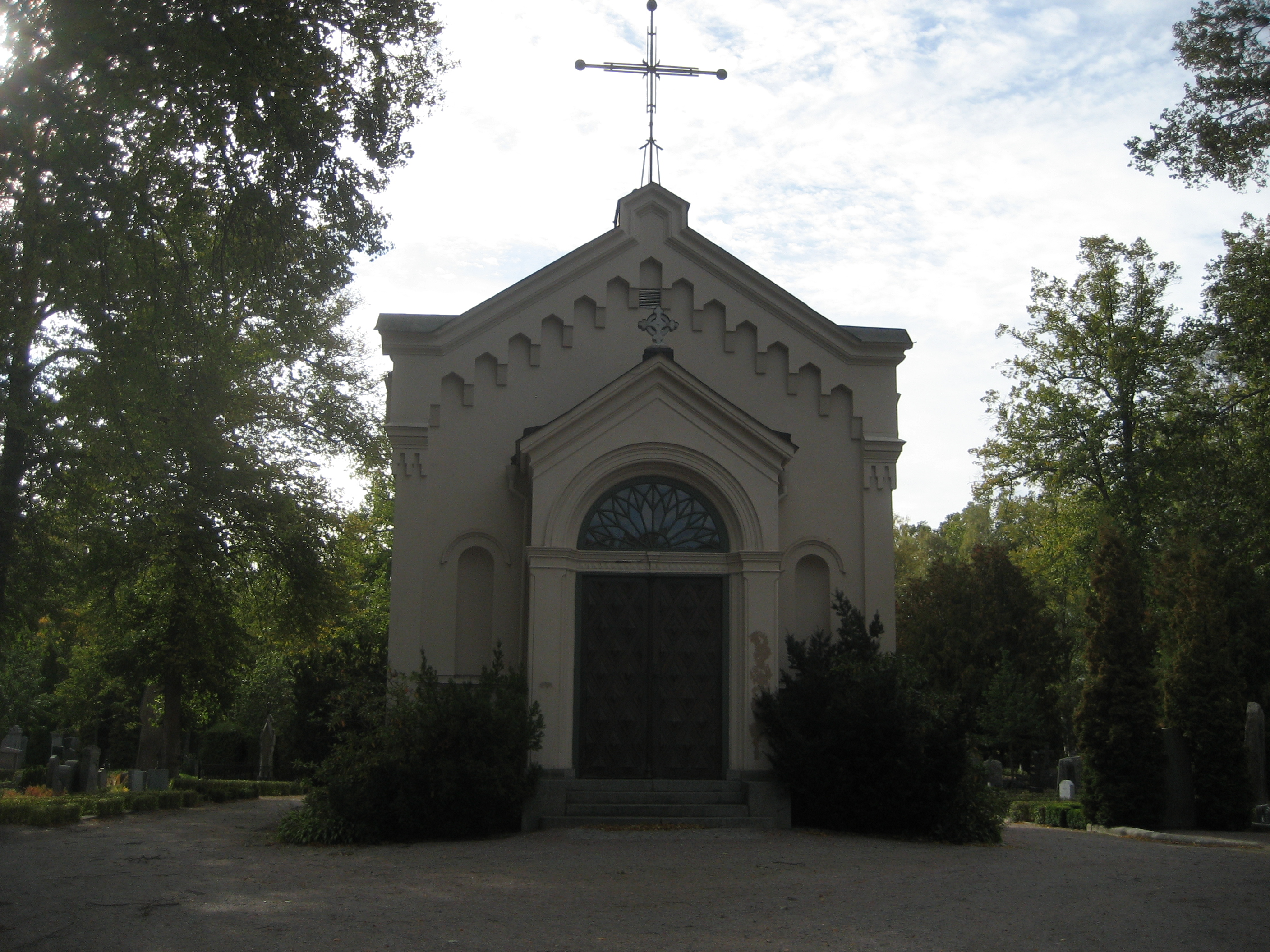
Chapela
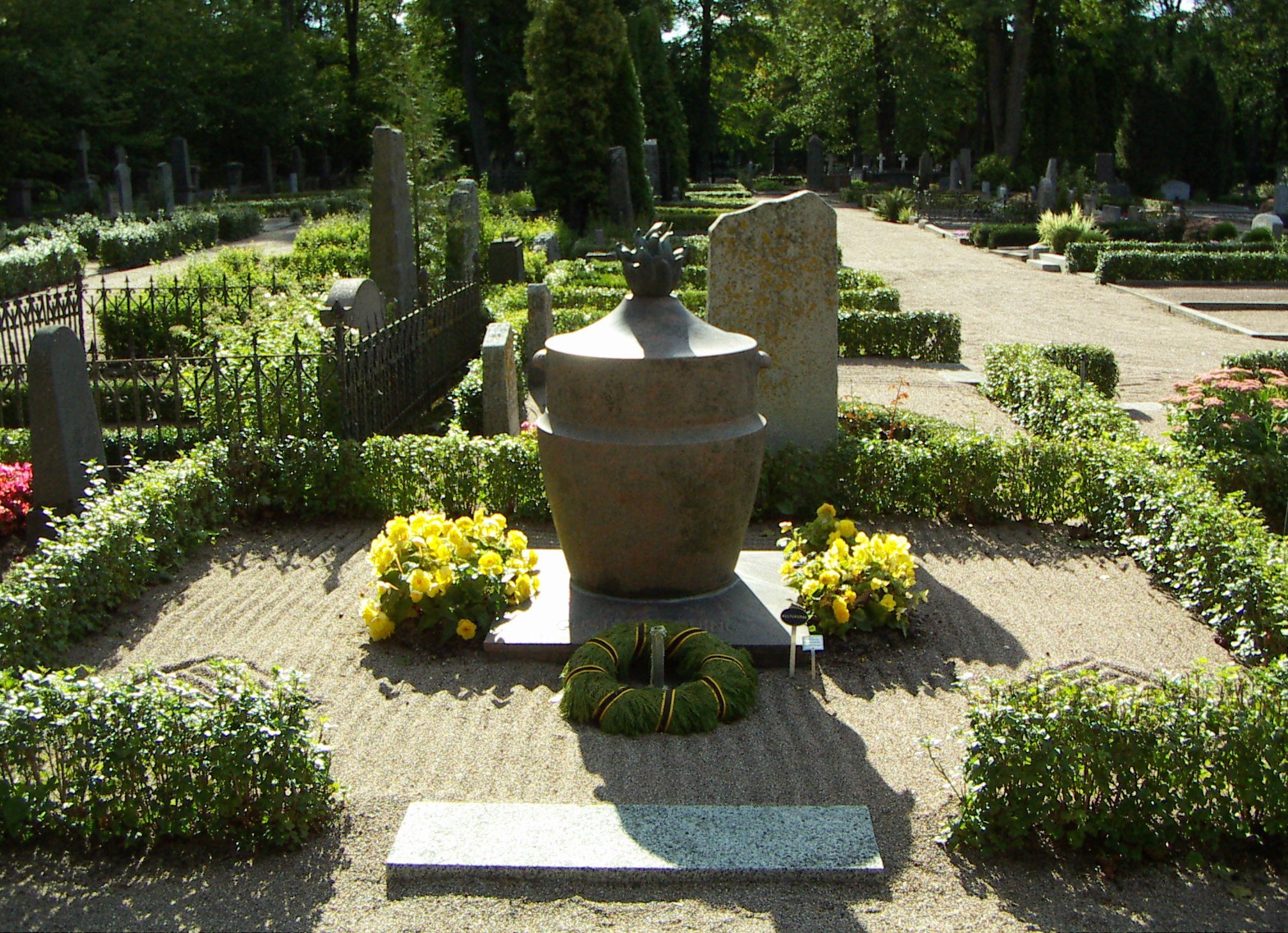
Gustaf Fröding
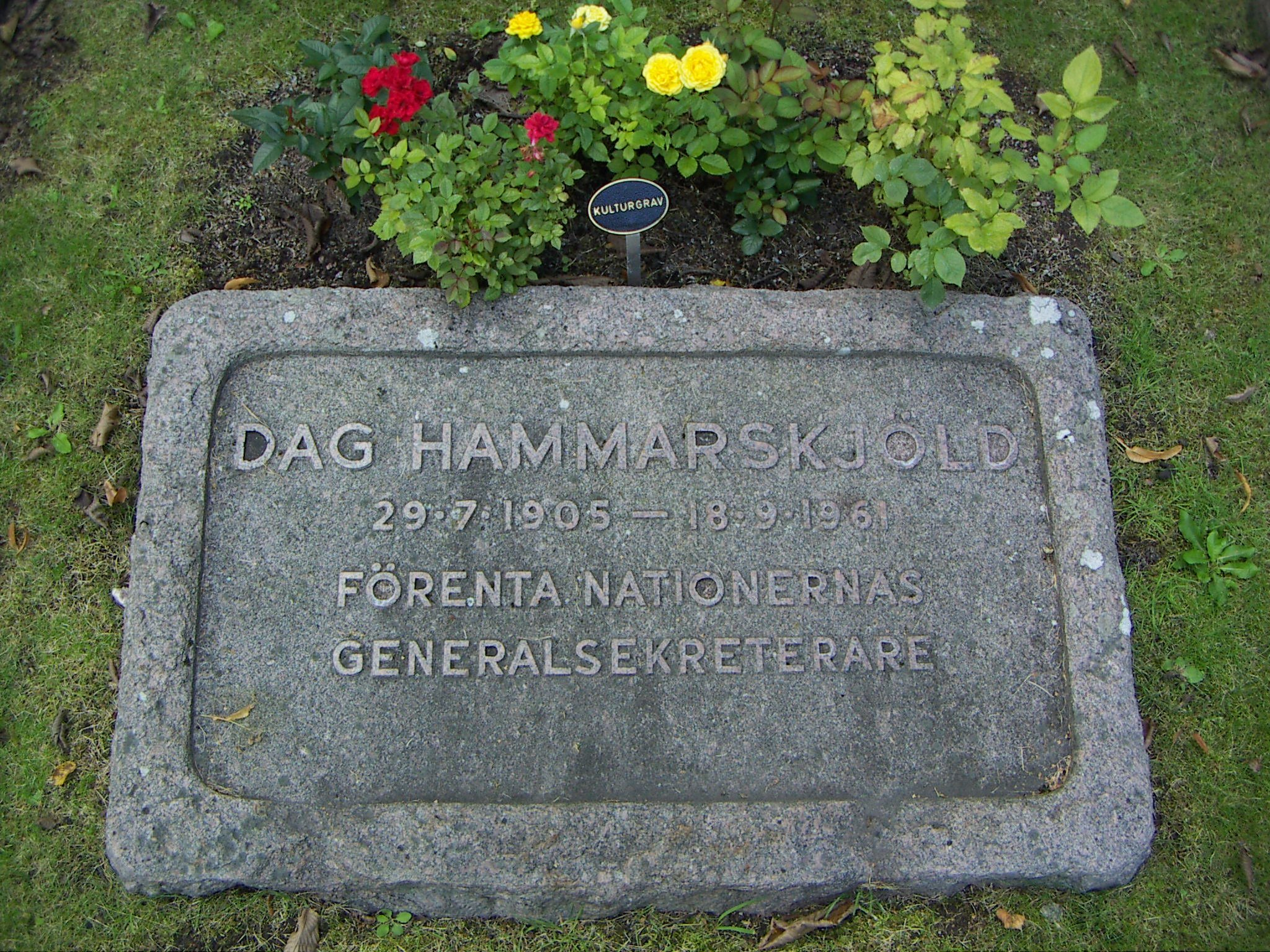
Dag Hammarskjöld
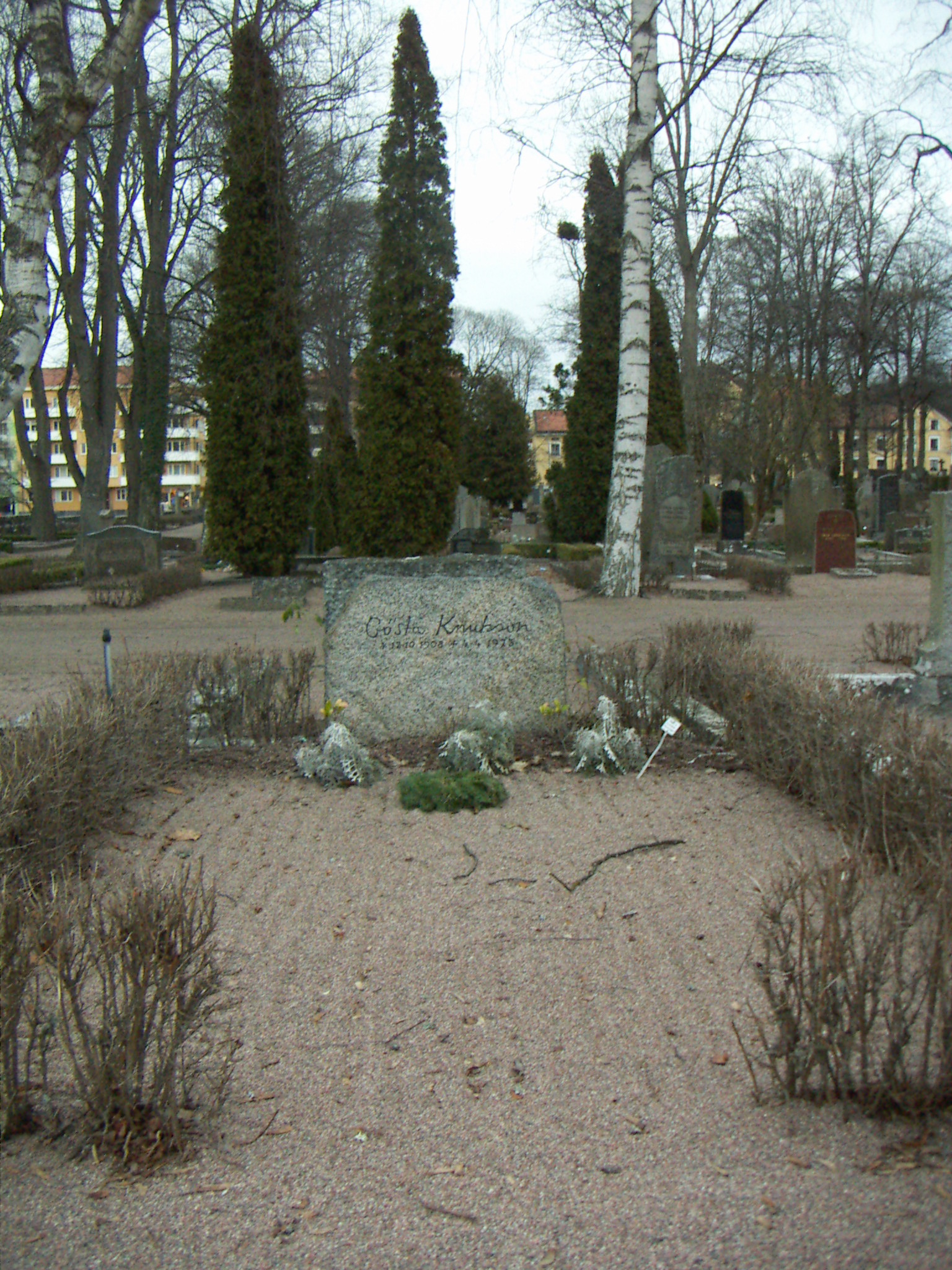
Gösta Knutsson
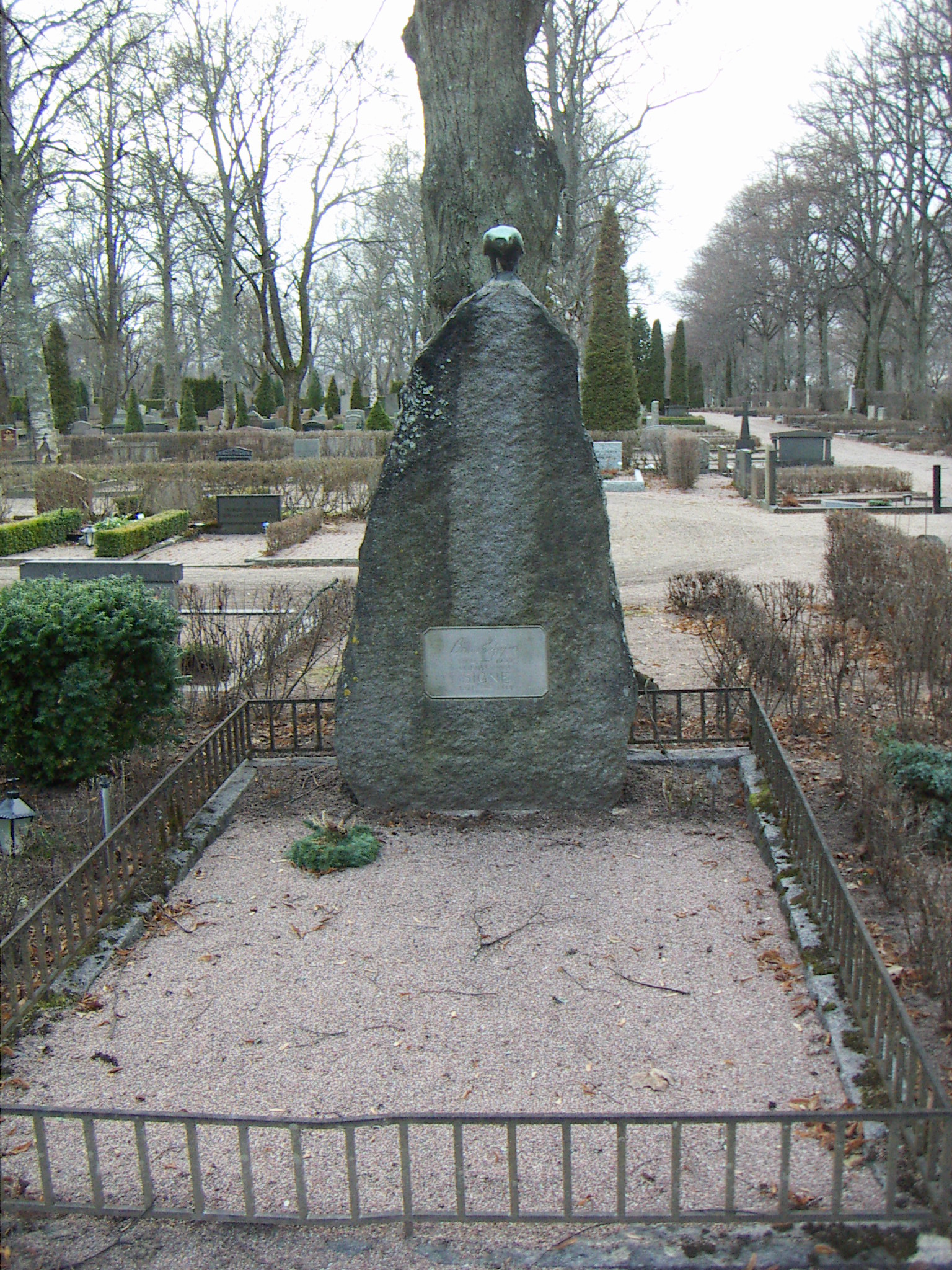
Bruno Liljefors